# Peso xilè
El peso xilè (en espanyol peso chileno) és la moneda de curs legal de Xile: ho ha estat entre 1817 i 1960 i ho torna a ser des de 1975, en substitució de l'escut xilè. D'ençà que el 1851 es va establir el sistema decimal, el peso tradicionalment s'ha dividit en 100 centaus (centavos), fracció que des de 1984 ja no s'utilitza. El codi ISO 4217 és CLP.

## El peso abans del 1960
Fins a 1851, Xile usava el sistema monetari espanyol de 8 rals = 1 peso, 2 pesos = 1 escut. Aquell 1851 es va efectuar el reemplaçament definitiu pel peso i per un sistema decimal de la moneda xilena: 1 peso = 10 dècims = 100 centaus. El 1925 la circulació del peso va ser controlada per l'aleshores recentment creat Banc Central de Xile.
Als anys 50 es va encunyar també una moneda de 10 pesos anomenada cóndor. El 1955, a conseqüència de la inflació, es va disposar que totes les obligacions es pagarien en xifres enteres i s'eliminaven els centaus.
Entre 1960 i 1975 el peso va ser substituït per l'escut (Eº) com a unitat monetària, com a part de la política de sanejament de l'economia nacional empresa pel govern de Jorge Alessandri. L'escut se subdividia en 100 centésimos. El canvi fou de 1.000 antics pesos per cada nou escut, és a dir, 10 pesos per centèsim.

## El peso des del 1975
El 1975 es va retornar al peso com a part de les reformes econòmiques sota la dictadura d'Augusto Pinochet. La conversió va ser d'un nou peso per cada 1.000 antics escuts. Les monedes de 100 escuts van continuar usant-se durant alguns anys com a equivalents de les monedes de 10 centaus.

## Monedes i bitllets
Monedes xilenes en circulació, emeses per la Casa de Moneda de Xile (Casa de Moneda de Chile): 
- 1 peso (en circulació des de març del 1992). És de forma octagonal, d'alumini, de color plata, i presenta a l'anvers el perfil del libertador Bernardo O'Higgins. La moneda actual en reemplaça una de forma circular, de color groguenc, que també posseïa el perfil d'O'Higgins.
- 5 pesos (en circulació des de maig del 1992). És de forma octagonal, de coure, alumini i níquel, de color groguenc, també amb el perfil d'O'Higgins a l'anvers. La moneda actual en reemplaça una de forma circular, de color groguenc, que també posseïa l'efígie del mateix personatge.
- 10 pesos (en circulació des de setembre del 1990). És de forma circular, de coure, alumini i níquel, de color groguenc, i presenta a l'anvers el perfil d'O'Higgins. La moneda actual en reemplaça una altra de ben característica del govern militar xilè, on a l'anvers posseïa l'Àngel de la Llibertat.
- 50 pesos (en circulació des de setembre del 1981). És de forma decagonal, de coure, alumini i níquel, de color marró clar, també amb el perfil d'O'Higgins a l'anvers. La moneda actual reemplaça el bitllet de la mateixa denominació, el qual posseïa el perfil del capità de fragata Arturo Prat Chacón.
- 100 pesos antiga (en circulació des de novembre del 1984). És de forma circular, de coure, alumini i níquel, de color cafè clar, i presenta a l'anvers l'escut de Xile. Aquesta moneda reemplaça el bitllet del mateix valor, que tenia l'efígie del polític Diego Portales.
- 100 pesos nova (en circulació des de desembre del 2001) És de forma circular, bimetàl·lica, amb el nucli d'alpaca i l'anell de coure, alumini i níquel. Presenta a l'anvers una dona maputxe i al revers l'escut de Xile. Aquesta moneda circula conjuntament amb la moneda de 100 pesos antiga.
- 500 pesos (en circulació des de desembre del 2000). És de forma circular, bimetàl·lica, amb el nucli de coure i alumini i l'anell d'alpaca, i presenta a l'anvers el perfil del cardenal Raúl Silva Henríquez. Circula en paral·lel amb el bitllet de la mateixa denominació, el qual posseïa el perfil del conquistador Pedro de Valdivia.

Bitllets xilens en circulació, emesos pel Banc Central de Xile (Banco Central de Chile): 
- 1.000 pesos, coneguts popularment com a Lucas (en circulació des de juny del 1978). Duu el perfil del capità Ignacio Carrera Pinto a l'anvers i el monument als herois del combat de La Concepción al revers.
- 2.000 pesos antics (en circulació des de desembre del 1997). S'hi representen el general Manuel Rodríguez Erdoyza a l'anvers i l'església dels Dominics al revers.
- 2.000 pesos nous (en circulació des de setembre del 2004). Reprodueix les mateixes imatges que l'anterior, però aquest és de polímer, no de paper, i és el primer bitllet d'aquestes característiques que circula a Xile.
- 5.000 pesos (en circulació des de juliol del 1981). Té l'efígie de l'escriptora Gabriela Mistral a l'anvers i, al revers, una al·legoria estampada a la medalla d'or del Premi Nobel que se li va atorgar el 1948.
- 10.000 pesos (en circulació des de juliol del 1989). Porta la imatge del capità de fragata Arturo Prat Chacón a l'anvers i de la hisenda de San Agustín de Puñual, a Ninhue, lloc de naixença de Prat, al revers.
- 20.000 pesos (en circulació des de desembre del 1998). S'hi veu l'efígie de l'humanista Andrés Bello a l'anvers i la seu central de la Universitat de Xile al revers.[5]

## Taxes de canvi
- 1 EUR = 1.023,87 CLP (19 d'agost del 2024)[6]
- 1 USD = 923,51 CLP (19 d'agost del 2024)[6]